# 医薬総合研究所 (日本たばこ産業)
医薬総合研究所（いやくそうごうけんきゅうじょ）は、日本たばこ産業（以下JTと略す）が大阪府高槻市紫町に開設した医薬研究所である。1993年9月にかつてたばこ工場であった敷地にJTの医薬事業の拡大のために設置された。

## 概要
生物研究所、化学研究所、薬物動態研究所、生産技術研究所が設置されており、探索研究、創薬研究、前臨床研究、臨床開発の支援等を行っている。また、その成果等を公開することを目的にした生命誌研究館も併設している。

### 所在地
- 〒569-1125 大阪府高槻市紫町1-1

JR東海道本線 高槻駅から北西方向へ徒歩約10分

## 諸問題
バイオ関係の研究施設を有しており、これらを不安視する住民から建設反対運動や情報公開訴訟などを起こされている。

### JT職員による放射性物質ばらまき事件
2000年12月20日、当研究所職員（40）がJR高槻駅のコンコースに放射性物質であるヨウ素125等が含まれた動物実験用の薬品4.5㏄をばらまき、威力業務妨害の容疑で逮捕された。警察の調べに対し、男は「社会に嫌気がさした」と供述し、自暴自棄になって犯行に及んだという。なお、汚染された箇所は当日専門チームによって除染され、微量だったことから駅員や利用客への健康被害はなかった。厳重に管理されるべき放射性物質が持ち出されたことに関してJTの管理体制に疑問が持ち上がり、高槻市はJT側に抗議と再発防止を申し入れた。また、この事件を受けて文部科学省（事件当時は科学技術庁）は、当研究所に立ち入り検査を行ったほか、2001年2月に放射性同位元素の管理徹底を求める通知を発出し、抜き打ち立ち入り検査の対象を拡大するとした。

### ジクロロエタン下水流出事件
2001年9月、当研究所の下水に含まれる「1,2-ジクロロエタン」（発がん性が疑われ、水質汚濁防止法で排出規制されている物質）が基準を上回る状態（基準値の2倍）であったにもかかわらず、高槻市への報告がされなかった。この事件は匿名の告発を受けた高槻市議会の議員が市に事実確認を求めたことで発覚し、高槻市は当研究所に対し厳重に抗議した。その後の調査で、ドラフト内での実験操作中に飛散した微量の1,2-ジクロロエタンが排水溝からU字管に入り込んで滞留し、これが下水道に流出したため基準値を上回ったことが判明した。

### 高槻JTバイオ施設情報公開訴訟
研究所や安全性に対する説明・情報公開を行おうとしないJTに対し1995年、付近住民によって高槻市に対する情報公開条例に基づく公開請求を行ったが基本情報以外をほぼ全面非公開（当研究所の建築確認申請における内部設備の平面図・仕様書部分）と決定されたことから、96年大阪地裁に公開訴訟を起こした。（被告:高槻市、参加人:JTなど）
- 大阪地裁判決（01年6月）…原告敗訴[2]、控訴
- 大阪高裁判決（02年12月）…原告勝訴[2]、その後高槻市は上告せず
- 最高裁判決（05年3月）…JTの上告受理申立を受理せず、大阪高裁判決が確定する